# Надійка Гербіш
Надійка Ге́рбіш (до шлюбу Шевченко) (12 грудня 1987, Збараж, Тернопільська область) — українська письменниця, перекладачка, колумністка, ведуча подкасту «Слово на перетині», директорка з міжнародних літературних прав для Європи та Нордичних країн американської компанії Riggins Rights Management, книжкова продюсерка («Подолати минуле: глобальна історія України» професора Ярослава Грицака, «Навігатор з історії "Світові війни"» для видавництва «Портал»).

## Життєпис
Народилася 12 грудня 1987 року в Збаражі, що на Тернопільщині, у родині вчителів. Росла в Тернополі, де закінчила класичну гімназію, гуманітарний ліцей при Тернопільському експериментальному інституті педагогічної освіти. Згодом навчалася в Києві, а у 2010-му році отримала диплом Київського національного лінгвістичного університету за спеціальністю «Англійська мова та література».
Усними перекладами займалася з тринадцяти років. Перший перекладацький досвід здобула в американській місіонерській групі «Helping Hands». У 16 почала дописувати в місцеві та всеукраїнські газети та журнали, а з 17 років працювала журналісткою в регіональному журналі. Працювала журналісткою в обласній газеті, перекладачкою, телеведучою, прес-секретарем, фотографом, головним редактором видавництва «Ездра».
У 2008-му році стала членом Національної спілки журналістів України.
Популярність здобула після видання книжок «Теплі історії до кави» та «Теплі історії до шоколаду». Книжку «Теплі історії до кави» високо оцінили на «Львівському форумі книговидавців», також ця книжка здобула перше місце в рейтингу «Топ-20» мережі книгарень «Є». На європейському християнському форумі видавців «Marketsquare Europe», що відбувся у Будапешті в жовтні 2012 року, вона здобула нагороду «2012 European Christian Book of the Year».
Надійчині книжки стали українськими бестселерами й були відзначені національними та міжнародною нагородами. Кілька дитячих книжок вийшли також шрифтом Брайля та в аудіо-форматі для використання в програмах інклюзивної освіти. Перша друкована книжка «Теплі історії до кави» (Брайт Букс, Київ, 2012) перевидана понад десять разів, а її загальний наклад перевищив 50 000 примірників. З цієї книжки виросла комерційно успішна серія різних авторів, а згодом і цілий «теплий» напрямок в українській літературі.
З вересня 2012 викладала у Тернопільському коледжі університету розвитку людини «Україна». Крім того, авторка програми мотиваційних семінарів для підлітків «Навчіть мене мріяти». Головна редакторка україномовних проєктів видавництва «Брайт Стар Паблішинг».
2013 року Надійка стала однією з переможниць конкурсу «Жінка року» від «РІА плюс».
3 2015 року почесна членкиня журі Літературного конкурс ім. Джона Буньяна, разом з Юрієм Вавринюком та Богданом Галюком.
У 2017 році Надійка Гербіш здобула другу вищу освіту на факультеті Міжнародних та політичних досліджень Лодзького університету як фахівчиня з американістики та мас-медіа, зосередившись на проблемі освітніх практик в інтеграції біженців. Надійка активно відстоює інтегративний підхід у публічних дискусіях в академічній, культурній та теологічній спільнотах України та за кордоном.
З 2017 року фахівчиня з управління проєктами у сфері міжнародних прав американської компанії Riggins Rights Management для Європи та Нордичних країн.
У 2018 стала випускницею Aspen Institute Kyiv.
Книжки Надійки виходять у видавництвах України, Великобританії, США, Польщі, Туреччини та Вірменії.
‘A Ukrainian Christmas’, написана у співавторстві з Ярославом Грицаком, вийде в листопаді 2022 р. у британському видавництві Sphere (імпринт видавничого гіганта Hachette) як подарункове видання, а також як аудіокнижка, начитана британською акторкою Juliet Stevenson. Ще до виходу книжка була відзначена журналом The Bookseller серед найкращих книжок за вибором редакції.
Одружена, виховує доньку.

## Переклади
- Nadiyka Gerbish, Yaroslav Hrytsak ‘A Ukrainian Christmas’ – London: Little, Brown, 2022. – 128
- Նադիյկա Գերբիշ «Պուանտներ Աննայի համար» –  Antares LTD, 2020. – 56
- Nadiyka Gerbish. Anna’nın Bale Ayakkabıları – Istanbul: Lena & Mama Publishing, 2022. – 56

## Перекладені книжки
- Багатий тато, Бідний тато: чого вчать дітей багаті батьки — і не вчать бідні / Р. Кіосакі, Ш. Лечтер; пер. з англ. Н. Шевченко-Гербіш. — К. : Светлая звезда, 2007. — 254 с.
- «Познавая новые грани Бога» Бенни Хинн, «Светлая звезда», 2007
- «Твоє Слово» Деббі Лем, «Збруч», 2008
- П'ять мов перепрошення: як отримати зцілення в усіх сферах стосунків / Ґері Чепмен та Дженніфер Томас; [пер. з англ. Н. Гербіш]. — К. : Брайт Стар Паблішінг : Кириченко, 2011. — 248 с. — Пер. видання: The five languages of apology / by Gary Chapman and Jennifer Thomas. — Chicago, 2007.
- Шлюб, про який ви завжди мріяли / Ґері Чепмен; [пер. з англ. Н. Гербіш]. — К. : Брайт Стар Паблішінг : Кириченко, 2011. — 112 с. : рис. — Пер. вид. : On the marriage you've always wanted / Dr. Gary Chapman. — Chicago, 2005.
- «Сердце мусульманина: что должен знать каждый христианин, открывая Христа мусульманам», Эдвард Дж. Хоскинс, «Книгоноша», 2012.
- Стів Джобс [Текст] : біографія засновника компанії Apple / Волтер Айзексон; [пер. з англ.: Н. Гербіш та ін.]. — К. : Брайт Стар Паблішинг : Кириченко, 2012. — 604, [16] с. : фото. — Бібліогр.: с. 588-589. ISBN 978-966-2665-02-4 — Пер. вид. : Steve Jobs / Walter Isaacson. — New York, 2011. (переклад був здійснений разом із трьома іншими перекладачами)
- Ключові рішення [Текст] / Джордж В. Буш; [пер. з англ. Н. Гербіш]. — К. : Брайт Стар Паблішинг, 2012. — 512, [32] с. : фотогр. кольор. — Пер. вид. : Decision points / by George W. Bush. — 2010.
- «Снайпер Арафата», Тасс Саада і Дін Меррілл, «Ездра», 2012.
- «Едемський садочок», Томас Кручек, Маґда Блох, «Варух», 2012.
- «Розвинь лідера в собі», Джон Максвелл, «Брайт Букс», 2013.
- «Безумно просто» Кен Сіґалл, «Брайт Букс».
- «Тихий час» Даґ Г'ювард-Мілз, «Варух».